# 周士第
周士第（1900年9月9日—1979年6月30日），又名周力行、周平、周士悌、周士弟，生于廣東省樂會县（今海南瓊海）人，中国人民解放军开国上将。
周士第曾任孙中山陆海军大元帅府铁甲车队副队长、队长，1924年從黃埔軍校第一期畢業，同年加入中國共產黨，參加過北伐和南昌起義。1928年脱党，1934年重回中央苏区，任军事教员，參與長征。1935年重新入党，任红十五军团参谋长，後任红二方面军参谋长。抗戰初任八路軍120師參謀長，國共戰爭時期任第十八兵團司令員，中華人民共和國成立后，任川西军区司令员兼成都市市长，西南军区副司令员，中国人民解放军防空部队司令员，训练总监部副部长兼外军训练部部长，总参谋部顾问。曾任第一至第三届國防委員會委員、第三、第四届全国政协常委、第一、第四、第五届全國人民代表大會代表、第五屆全國人民代表大會常務委員會委員，中國共產黨第七、八次全國代表大會代表，第八届中央监察委员会委员。1955年被授予上將军銜，获一级八一勋章、一级独立自由勋章、一级解放勋章。

## 生平

### 早年
周士第在琼崖中学读书时参与五四运动，被选为琼崖学生联合会干事。1920年起，为乐会第二区高等小学教员，1923年6月参加中共外围组织“新琼崖评论社”，出版《新琼崖评论》。中共广东区委派徐成章到黄埔军校任特别官佐。徐成章推荐了一批琼崖评论社的海南人报考黄埔军校。1924年5月周士第入黄埔军校第一期第二队学习，1924年11月毕业。这时，建国陆海军大元帅府组建“陆海军铁甲车队”（实际上是装甲列车）。主持组建工作的中共两广区委书记陈延年、区委常委兼军事部长周恩来决定从黄埔军校选调徐成章、周士第、赵自选、廖乾五、曹汝谦等5人具体负责组建工作，徐成章任队长，廖乾五任党代表，周士第为第一排排长，全队共163人。
1924年12月周士第经徐成章、廖乾五介绍加入中国共产党。1925年2月提升为铁甲车队副队长。。在大沙头铁甲车队的驻地不远驻有广州革命政府航空局的飞机掩护队，其队长勾结滇桂军阀。两广区委通过广东政府下命令，于1925年3月间派周士第兼任飞机掩护队队长，赵自选任党代表。参与了平定广州商团叛乱。1925年6月，省港大罢工爆发后，徐成章调任省港罢工委员会委员长兼纠察队总教练，周士第升为铁甲车队队长，为支援被陈炯明残部包围的沙鱼涌工人纠察队，周士第率领铁甲车队在深圳抗击十倍之敌的三面包围，周士第身上七处负伤，终于冲出重围。

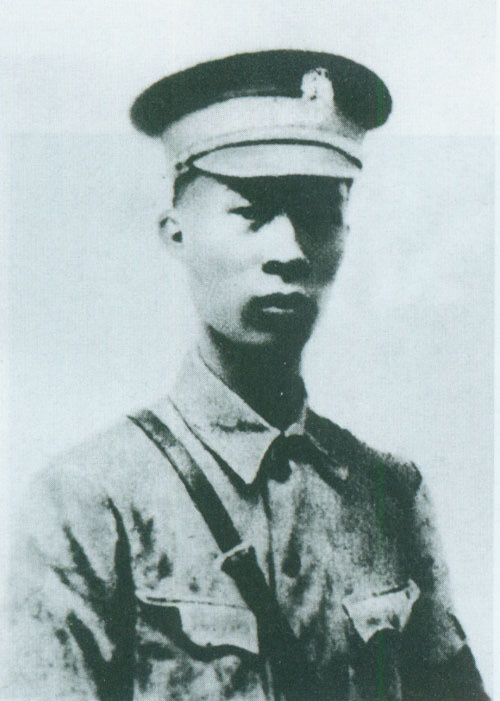
黄埔军校时期的周士第

1925年底，以铁甲车队、飞机掩护队这两支中共掌握的武装改编为国民革命军第四军独立团，叶挺为团长，周士第任一营营长。1926年5月任独立团参谋长，10月任代理团长，参与北伐战争，在汀泗桥、贺胜桥、武昌等战役中立有战功。1926年底，叶挺独立团改称国民革命军第四军第二十五师第七十三团，仍任团长。

### 第一次国共内战时期
1927年8月1日，周士第参与中共的南昌起义，任起义军第二十五师师长。后南昌起义军南下，一路遭受重大损失。第25师在三河坝浴血奋战，激战了三天三夜。10月，师长周士第前往香港、党代表李硕勋前往上海，分头寻找党组织。1927年年底，周士第到达香港，向李立三做了汇报。后周士第染上疟疾，但当时党组织的经费十分紧缺，其同乡陈超鹏劝说周士第赴南洋治病。1928年1月，周士第听从了陈超鹏的意见，不告而别前往南洋，与中共脱离组织关系。
周士第在南洋接触了第三党。1928年冬天，周士第回国，参加中国国民党临时行动委员会的黄埔革命同学会。1930年春，周士第奉邓演达之命去陕西西安，建立中国国民党临时行动委员会陕西省省委，改名周平，任陕西省委书记、到杨虎城处工作。1931年夏在西安被捕，又先后被送押南京国民党中央党部、军法司拘留所关押，在宋庆龄的要求下获释。出狱后，他到了19路军。1932年“一二八事变”，国民党19路军在蔡廷锴的领导下奋起抵抗。第三党为了援助19路军抗战，组织成立了“抗日义勇军”，由周士第担任队长。周士第曾率领抗日义勇军在上海闸北一带与19路军并肩作战。1933年夏，周士第被派到福建支援闽变，到第四十九师任团长，此时与中共恢复联系。闽变失败后，十九路军残部被陈济棠缴械遣散，周士第在被强制护送赴广州途中逃离，于1934年2月进入中央苏区，任红军大学军事教员。
1934年10月参加长征，任干部团上干队指挥科科长。1935年7月，接替萧劲光任上干队队长。1935年10月，周士第在到达陕北前夕由罗贵波和董必武介绍重新加入中国共产党。1935年11月，周士第任红十五军团参谋长，协助徐海东指挥直罗镇战役和东征战役。1936年1月兼任红军东征河口渡河司令员，同年8月至1937年1月任保安红军大学第二科科长。1936年12月，任红二方面军参谋长兼红二军团参谋长。

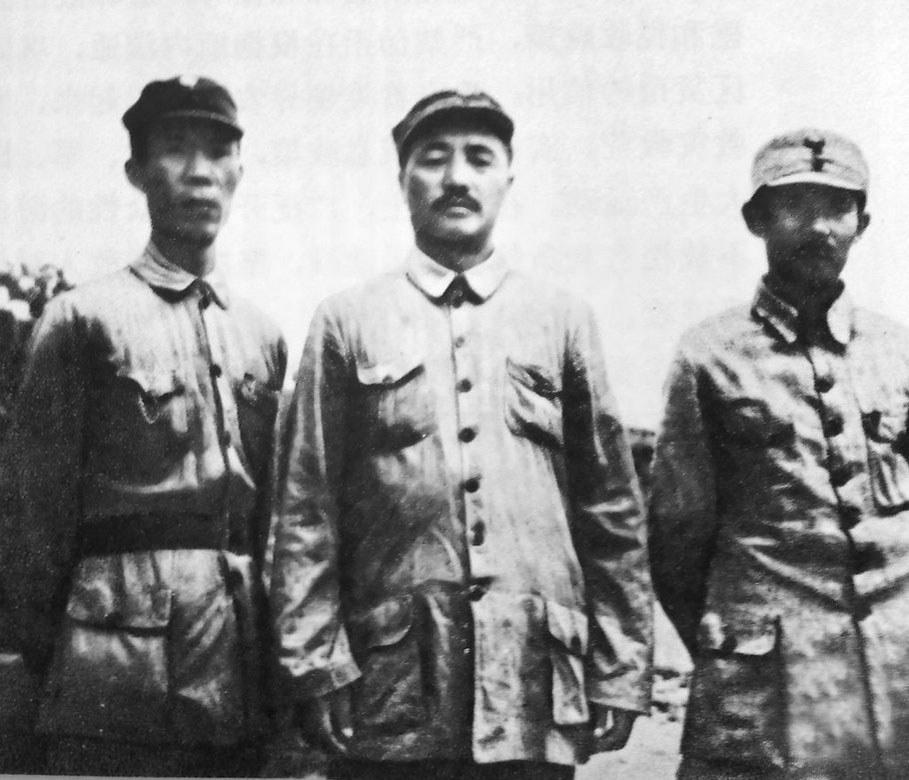
1939年秋，周士第（左）与贺龙（中）、关向应（右）在冀西北前线。

### 抗日战争时期
抗日战争爆发后，红二方面军改编为八路军第120师，周士第任师参谋长，协助贺龙指挥雁门关伏击战，参与创建晋西北抗日根据地。1939年2月率部挺进冀中，兼任冀中区总指挥部参谋长、冀中军政委员会委员，参与指挥黑马张庄伏击战、齐会战斗、陈庄战斗、黄土岭战斗等。
1940年10月，任晋西北军政委员会委员，参与百团大战。同年11月任八路军第120师兼晋西北军区参谋长、军区交通司令员。1941年7月起，兼任中国人民抗日军政大学第七分校校长。1942年1月，参与指挥晋绥春季反“扫荡”，并取得田家会战斗的胜利。1942年5月，任中共晋绥分局委员，10月任八路军第120师兼晋绥军区参谋长。1943年10月，任晋绥军区副司令员。1944年2月兼任晋绥分局对敌斗争委员会副书记、财政经济委员会委员。1944年6月因病回延安休养，1945年出席了中共七大。

### 第二次国共内战时期

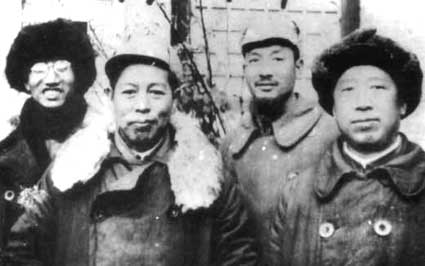
1947年，晋冀鲁豫军区领导合影，左起为徐向前、周士第、王世英、滕代远

1945年8月任晋绥军区副司令员。1946年6月，任晋北野战军司令员兼政治委员，指挥晋北战役，歼灭阎锡山部国军8,100余人，攻占五座城市。其中攻克崞县的战斗为毛泽东所欣赏，毛专门电示贺龙：“攻崞经验甚好”。1946年11月撤销晋北野战军番号。周士第回晋绥军区工作。
1947年9月，兼任中共中央晋绥分局城工部副部长。1947年11月，任晋绥军区党委书记。1948年3月，兼任陕甘宁晋绥联防军区军政干部学校副校长、党委书记。
1948年5月，周士第调任华北军区第一兵团副司令员兼副政治委员，协助徐向前指挥晋中战役。1948年7月29日，中央军委命令华北第一兵团组成中共太原前线委员会，徐向前为书记，周士第为副书记，统一指挥华北第一兵团、晋绥第七纵队、晋中军区部队、华北炮兵第一旅。8月16日至10月10日徐向前到中央期间，周士第主持工作。8月24日，周士第主持召开兵团前委会议，讨论执行中央军委8月14日关于反对无政府无纪律状态的指示。9月中旬在兵团政工会议作总结讲话中，强调指出：要加强党委领导，提出打太原的政治工作六大保证：
- 第一，是思想上保证大家有充分信心。
- 第二，是保证练兵，提高阶级觉悟，提高战术技术。
- 第三，是组织保证，目前最重要的是巩固部队工作。
- 第四，是对于装备的保证。在这次调整装备中，各部把按照规定以外的装备，保证都要交上来。
- 第五，是保证烧炭和吃粮，但要尽量节省。
- 第六，是保证政策纪律教育好，彻底贯彻好党的政策。

接着，周士第主持召开兵团前委会议，研究攻取太原的作战方案。会议决定：“战役指导方针，系以围困、瓦解、攻击，逐步削弱，然后一举夺取太原。战役拟于10月18日开始，争取3个月内结束战役。进攻步骤：拟第一步突破敌第一线防御阵地，以火力控制南北机场，断敌外援，便于瓦解工作。第二步攻占东南、东北攻城必需之据点。第三步攻城。” 
10月2日阎锡山派出7个师分3路沿汾河与同蒲路之间南下，进行扩张与抢粮。周士第与前委决心提前于10月5日发起太原战役。周士第随即率参谋人员进到离小店1公里处指挥作战。战至6日晨，即于小店、南黑窑歼灭阎军2个师又1个团2个营，并继续扩大战果。6日20时，中央军委致电周士第等称：“你们拟乘胜向太原城周尽量扩大战果方针很对”。“望你们乘胜扩张，逐一歼灭外围之敌，占领一切机场，然后看形势，如我军伤亡甚大，城内敌人尚多，城防尚固，则应略为休息补充，然后攻城。”10月10日晚，徐向前参加完中央政治局9月会议后，抱病返回太原前线。10月23日，兵团调整了作战部署后，于10月26日发起争夺四大要点战斗。周士第亲往牛驼寨阵地前线指挥晋绥第七纵队战斗，经前后18天连续16次攻击，于11月13日攻克了阎军5000人固守的3个集团阵地构成环形防御的牛驼寨。战后阵地已不能成垒，浮土达3尺余，平均消灭一个敌人需消耗炮弹1发，重迫击炮弹4发，子弹110发，手榴弹8枚，炸药1公斤。
中央军委于1949年3月17日决定：成立太原前线司令部，以徐向前为司令员兼政治委员，周士第为副司令员，罗瑞卿为副政治委员，统一指挥第18、第19、第20兵团、晋中军区及一野第七军、四野炮兵第一师的作战行动。同时，成立中共太原前线总前委，以徐向前为书记，罗瑞卿、周士第分任第一、第二副书记，各兵团前委及晋中军区、第七军、炮一师党委受其领导。3月28日，人民解放军副总司令兼第一野战军司令员彭德怀奉命由西柏坡到达太原前线司令部，报请军委批准后，留在太原前线指挥作战。
1949年5月接替徐向前任司令员兼政治委员，随后率部加入第一野战军序列，进军西北战场，参与扶眉战役和兰州战役。1949年8月，任中共中央西北局委员、第一野战军党委常务委员。

### 中华人民共和国成立后
1949年11月，周士第任中共中央西南局委员。12月，周士第在贺龙指挥下进军西南，由陕入川参与秦岭战役和成都战役，攻占汉中、广元、剑阁、江油、绵阳等40多座城市。1949年12月。任中国人民解放军成都市军事管制委员会副主任兼成都市市长。1950年1月，任中共川西区委委员、统战部部长。同年2月，任西南军区副司令员、川西军区司令员兼政治委员。同年6月至1953年3月任西南军政委员会委员。
1950年10月，任中国人民解放军防空部队司令员，曾亲自到东北地区和朝鲜战场进行实地勘察，参与指挥朝鲜战争防空作战。1955年3月任解放军训练总监部副部长兼军外训练部部长，9月被授予上将军衔，荣获一级八一勋章、一级独立自由勋章、一级解放勋章。
1959年，周士第离职休养。1960年大手术切除了一叶肺。1962年9月，被选举为中国共产党中央监察委员会委员。文化大革命时期未遭迫害，1978年2月，任解放军总参谋部顾问。1979年6月30日在北京逝世。

## 著作
《周士第回忆录》 1979-04人民出版社

## 家人
- 儿子周坚，儿媳是肖华的女儿。